# Francisco Javier Cornago Redrado
Francisco Javier Cornago Redrado (Saragossa, 16 de desembre de 1969) és un exfutbolista aragonès. Ocupava la posició de migcampista.
Després de passar pel filial del Reial Madrid, arriba al segon equip del Reial Saragossa el 1990. L'any següent debuta a primera divisió amb els aragonesos. No té continuïtat a l'equip de La Romareda i, després d'un any a la UE Sant Andreu, fitxa pel Vila-real CF. Al conjunt valencià serà titular durant tres temporades, acumulant 82 partits i sis gols a Segona Divisió. La seua carrera prossegueix per equips més modestos, fins a la seua retirada el 2007.

## Equips
- 1989/90 Castella CF
- 1990/91 Deportivo Aragón
- 1991/92 Reial Saragossa
- 1992/93 UE Sant Andreu
- 1993/96 Vila-real CF
- 1996/97 Màlaga CF
- 1997/98 Nàstic de Tarragona
- 1998/00 Real Jaén
- 2000/01 CE Binèfar
- 2001/02 CD Calahorra
- 2002/03 SD Huesca
- 2003/05 Villanueva CF
- 2005/07 CD Benicarló